# Овсиенко, Евгений Владимирович
Евге́ний Влади́мирович Овсие́нко (18 января 1988, Краснодар, СССР) — российский футболист, защитник.

## Карьера

### Клубная
Воспитанник краснодарского футбола. Начал заниматься в ДЮСШ «Краснодар-2000». Профессиональную карьеру начинал в клубе второго дивизиона «Краснодар-2000». В сезоне 2009 года начал выступать за омский «Иртыш», где сразу стал игроком основного состава. По итогам сезона команда стала победителем зоны «Восток» второго дивизиона и получила право выступать в первом дивизионе. В 2010 году Овсиенко провёл за клуб почти все матчи, однако «Иртыш» не смог закрепиться в первом дивизионе и, заняв 19 место, вылетел обратно во второй. В конце 2010 года получил приглашение на просмотр в екатеринбургский «Урал», однако переход не состоялся.
В начале 2011 года в качестве свободного агента подписал контракт с клубом Премьер-лиги «Спартак-Нальчик». 12 марта 2011 года дебютировал за основной состав в матче с «Крыльями Советов», выйдя на поле в стартовом составе. В феврале 2014 года перешёл в калининградскую «Балтику». Летом 2015 года, несмотря на непростую финансовую обстановку в клубе, продлил контракт ещё на год.
В августе 2019 года в возрасте 31 года сообщил о завершении карьеры из-за серьёзного повреждения спины. Однако в начале 2020 года вернулся в футбол, пополнив ряды краснодарского «Урожая». В 2021 году сначала выступал в составе любительской команды «Пионер» из станицы Ленинградской, а в конце июля того же года стал игроком клуба Второго дивизиона ФНЛ «Кубань Холдинг» из станицы Павловской, в составе которого дебютировал 1 августа в матче первенства.

### В сборной
В мае 2012 года получил вызов на учебно-тренировочный сбор второй сборной России.

## Достижения
- Победитель Первенства ФНЛ: 2018/19
  - Бронзовый призёр: 2012/13
- Победитель зоны «Восток» Второго дивизиона: 2009

## Статистика выступлений
| Клуб             | Сезон            | Чемпионат | Чемпионат | Кубок | Кубок | Итого | Итого |
| Клуб             | Сезон            | Игры      | Голы      | Игры  | Голы  | Игры  | Голы  |
| ---------------- | ---------------- | --------- | --------- | ----- | ----- | ----- | ----- |
| Краснодар-2000   | 2006             | 24        | 0         | 1     | 0     | 25    | 0     |
| Краснодар-2000   | 2007             | 28        | 0         | 1     | 0     | 21    | 2     |
| Краснодар-2000   | 2008             | 31        | 3         | 2     | 0     | 26    | 1     |
| Краснодар-2000   | Итого            | 83        | 3         | 4     | 0     | 87    | 3     |
| Иртыш (Омск)     | 2009             | 26        | 1         | 0     | 0     | 26    | 1     |
| Иртыш (Омск)     | 2010             | 35        | 0         | 0     | 0     | 35    | 0     |
| Иртыш (Омск)     | Итого            | 61        | 1         | 0     | 0     | 61    | 1     |
| Спартак-Нальчик  | 2011/12          | 32        | 0         | 0     | 0     | 32    | 0     |
| Спартак-Нальчик  | 2012/13          | 26        | 0         | 1     | 0     | 27    | 0     |
| Спартак-Нальчик  | Итого            | 58        | 0         | 1     | 0     | 59    | 0     |
| Всего за карьеру | Всего за карьеру | 202       | 4         | 5     | 0     | 207   | 4     |

(откорректировано по состоянию на 1 июля 2013 года)